# Karolina Gočeva
Karolina Gočeva (en macédonien Каролина Гочева ), née le 28 avril 1980 à Bitola, est une chanteuse macédonienne. Elle a représenté deux fois son pays au Concours Eurovision de la chanson, en 2002 et en 2007.

## Discographie

### Albums
- 1992 : Mamo pušti me
- 2000 : Jas Imam Pesna
- 2002 : Zošto sonot ima kraj
- 2003 : Znaes Kolku Vredam
- 2003 : Kad Zvezde Nam Se Sklope…Kao Nekada
- 2005 : Vo Zaborav
- 2006 : U Zaboravu

### Singles
- 1991 : Mamo, pušti me
- 1994 : Koj da ti kaže
- 1995 : Isčekuvanje
- 1996 : Ma, ajde kaži mi
- 1997 : Tonovi tajni
- 1998 : Ukradeni noći
- 1999 : Sakaj Me
- 1999 : Bez ogled na se
- 2000 : Nemir (duo avec Toše Proeski)
- 2000 : Za nas
- 2000 : Milenium so tebe
- 2001 : Ti Mozes
- 2002 : Jamajka
- 2002 : Ke bide se vo red
- 2002 : Od Nas Zavisi
- 2002 : Štom Sakaš/Kad Voliš
- 2003 : Hipokrit/Zacaren Krug
- 2003 : Ljubov pod oblacite/Ljubov ispod oblaka
- 2003 : Srešćemo se opet
- 2004 : Znaeš Kolku Vredam/Znaš Koliko Vredim
- 2005 : Se Lažam Sebe/Lažem Sebe
- 2005 : Ruža Ružica
- 2005 : Vo Zaborav/U Zaboravu
- 2006 : Ova Srce Znae/Teško srcu pada
- 2006 : Bela Pesna/Bjela Pesma (duet with Aki Rahimovski) (the song is a cover-version of Risto Samardziev's song Bela)
- 2006 : Umiram Bez Tebe/Umirem bez tebe
- 2006 : Ti i ja (duo avec Flamingosi)
- Mojot Svet
- 2007 : Jedan Dan
- 2007 : Kad te nema